# اکبولات، ایدینتپ
اکبولات، ایدینتپ (به لاتین: Akbulut, Aydıntepe) (به کردی: Abrans) (به ارمنی: Աբրանց) یک Köy  در ترکیه است که در استان بایبورت واقع شده‌است.

## خصوصیات
اکبولات ۲۵۱ نفر جمعیت دارد.